# On est bien (chanson)
Singles de Mireille Mathieu
Éternellement amoureuse
(1983) Allô
(1984)
On est bien est une chanson francophone de l'artiste française Mireille Mathieu publiée en 1984 chez Ariola en France. Cette chanson est la version française du grand succès  de 1982 "Only You" du groupe britannique Yazoo grâce à la plume de l'auteur Eddy Marnay. Mireille enregistrera également une version allemande de la chanson en 1984 sous le titre "Mon amour (in den Armen deiner Zärtlichkeit)".
La seconde face du 45 tours, "Va sans moi" (œuvre d'Eddy Marnay et Jean Claudric) est un titre se trouvant sur l'album de la chanteuse paru cette année-là en France, "Chanter".